# 부여초등학교 부양분교
부여초등학교 부양분교는 대한민국 충청남도 부여군 부여읍 동문로 222 (현북리)에 있었던 공립 초등학교이다.

## 연혁
- 1950년 1월 31일 부여국민학교 염창분교장 개교
- 1957년 5월 11일 교명 변경(부여국민학교 부양분교장)
- 1962년 3월 9일 부양국민학교로 승격
- 1974년 4월 24일 대전성모병원과 자매결연
- 1984년 3월 12일 병설유치원 개원
- 1996년 3월 1일 부양초등학교로 개칭
- 1999년 3월 1일 부여초등학교 부양분교장 격하
- 2007년 3월 1일 부여초등학교 통합